# 施特倫德河
50°57′46″N 6°59′48″E / 50.962639°N 6.9968°E

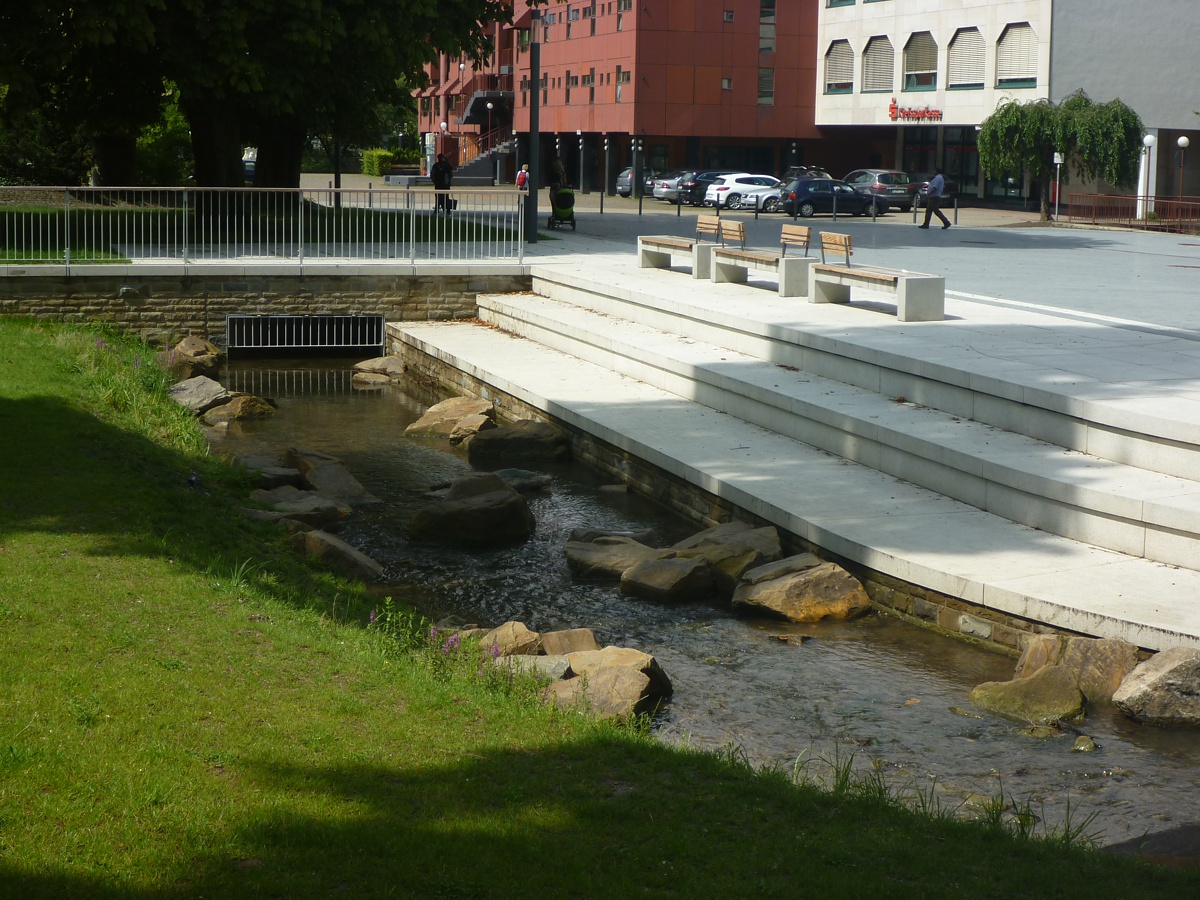

施特倫德河（德語：Strunde），是德國的河流，位於該國西部，處於北萊茵-威斯特法倫州，屬於萊茵河的右支流，河道全長18.5公里，流域面積81.2平方公里。